# Eduardo de Gregorio
Eduardo de Gregorio és un director, guionista i professor argentí nascut el 12 de setembre de 1942 a Buenos Aires (Argentina), i mort el 13 d’octubre de 2012 a París.

## Biografia
Eduardo de Gregorio va estudiar filosofia i lletres a l'Argentina, que va deixar el 1966 poc després del cop d'estat del general Juan Carlos Onganía, no per motius polítics sinó per l'ordre moral sufocant que hi regna. Es va embarcar cap a Londres, va passar per París i després va anar a Roma on va romandre fins a principis dels anys 1970. Va ser allà on va escriure els seus primers guions per a directors Maurizio Ponzi (I visionari, 1968) i Bernardo Bertolucci (Strategia del ragno, 1970), i va fer l'actor en una coproducció germano-italiana dirigida per Jean-Marie Straub i Danièle Huillet basat en la tragèdia Othon de Corneille: Les yeux ne veulent pas en tout temps se fermer ou peut-être qu'un jour Rome se permettra de choisir à son tour (1970).
Va tornar a París on es va establir definitivament. Quan era adolescent, va quedar impressionat per les pel·lícules d'Ingmar Bergman, de Serguei Eisenstein i després per les de Michelangelo Antonioni, però va ser el xoc rebut amb el seu descobriment de la Nouvelle Vague (Les Quatre Cents Coups, À bout de souffle) i de Cahiers du cinéma que el van animar a convertir-se en cineasta. És per aquest motiu que va començar la seva carrera a França com a guionista de Jacques Rivette («una feina molt arriscada i molt emocionant»), sobretot per Céline et Julie vont en bateau (1974) i Duelle (1976), abans de dirigir la seva primera pel·lícula: Sérail (1976).
Paral·lelament a les seves activitats com a cineasta, imparteix classes a La Fémis i a la Universitat de la Sorbonne Nova.
Va morir a l'Hospital Saint-Louis a París el 13 d’octubre de 2012 aparentment en la misèria (les seves pel·lícules només han tingut èxit de crítica), es va llançar una crida de donacions per al seu enterrament.

## Filmografia

### Director
- 1976: Sérail
- 1979: La Mémoire courte
- 1985: Aspern
- 1990: Corps perdus
- 2002: Tangos volés

### Guionista
- 1968: I visionari de Maurizio Ponzi
- 1970: Strategia del ragno de Bernardo Bertolucci
- 1974: Céline et Julie vont en bateau de Jacques Rivette
- 1976: Noroît de Jacques Rivette
- 1976: La Cecilia de Jean-Louis Comolli
- 1976: Duelle de Jacques Rivette
- 1981: Cinéma 16, sèrie de televisió, episodi Le Marteau-piqueur dirigit per Charles L. Bitsch
- 1981: Merry-Go-Round de Jacques Rivette
- 1987: Où que tu sois d'Alain Bergala
- 1991: Rio Negro d'Atahualpa Lichy
- 1992: The Keys, telefilm de Richard Compton

### Actor
- 1970: Les yeux ne veulent pas en tout temps se fermer ou peut-être qu'un jour Rome se permettra de choisir à son tour de Jean-Marie Straub i Danièle Huillet: el soldat Atticus
- 1986: Cinématon[5] de Gérard Courant

## Reconeixements

### Premi
- Festival Internacional del Nou Cinema Llatinoamericà de l'Havana de 1985 : premi al millor guió inèdit per Rio Negro.

### Nominacions
- MystFest 1990: nominada a la millor pel·lícula per Corps perdus.
- Asociación de Cronistas Cinematográficos de la Argentina 1995: 
  - Nominada al Premi Còndor de Plata al Millor Director per Corps perdus,
  - Nominada al Premi Còndor de Plata al millor guió original per Corps perdus.